# Карл Мадианга
Карл Мадианга (роден на 30 януари 1994) е футболист от Република Конго, който се състезава за шотландския Дънди. Играе като полузащитник.

## Кариера
Мадианга е юноша на Льо Ман.
През 2017 г. преминава в Локомотив ГО. Дебютира на 2 април 2017 г. срещу Верея.
Същата година напуска изпадналия вече във Втора лига отбор и през 2018 г. подписва с Дънди. Отбелязва гол за Купата на страната.